# Schmetterlinge
Schmetterlinge är en tysk dramafilm från 1988 i regi av Wolfgang Becker.

## Utmärkelser
Filmen vann Guldleoparden vid Internationella filmfestivalen i Locarno 1988.

## Rollista i urval
- Bertram von Boxberg - Andi
- Lena Boehncke - Kaja
- Péter Franke - Kajas far
- Tayfun Bademsoy - turken